# Juozas Žilevičius
Juozas Žilevičius (* 16. März 1891 in Jėrubaičiai, Rajongemeinde Plungė; † 5. August 1985 in Baltimore) war ein litauischer Komponist, Organist, Musikpädagoge und -wissenschaftler, Politiker.

## Leben
Žilevičius hatte seine erste musikalische Ausbildung bei Napoleon Sasnauskas in Plungė, wo er ab 1908 als Organist und Chorleiter wirkte. Er lernte in dieser Zeit Mikalojus Konstantinas Čiurlionis, kennen, den er später als seinen ersten Lehrer bezeichnete. Zwischen 1910 und 1912 besuchte er in Warschau Sommerkurse bei Vl. Lipkowski  und Mieczysław Surzyński.
Bei Ausbruch des Ersten Weltkrieges ging er als Lehrer nach Sankt Petersburg. Von 1915 bis 1919 studierte er am Sankt Petersburger Konservatorium u. a. bei Wassili Pawlowitsch Kalafati, Jāzeps Vītols, Maximilian Ossejewitsch Steinberg, Nikolai Tscherepnin und Alexander Glasunow. Er lernte hier Česlovas Sasnauskas kennen, für dessen Werk er sich später einsetzte.
Nach dem Abschluss des Studiums unterrichtete Žilevičius in Witebsk, bevor er 1920 nach Litauen zurückkehrte. Er wurde Leiter vom Theater Kaunas und 1922 Kulturminister von Litauen. Daneben leitete er die ersten Opernaufführungen Litauens als Dirigent, gründete ein Sinfonieorchester, mit dem er 32 Konzerte gab und unterrichtete von 1924 bis 1927 am Konservatorium Klaipėda, das er ab 1926 leitete. Hier gründete er eine Gruppe für litauische Folklore, die über 300 litauische Volksinstrumente sammelte. Außerdem gab er mehrere Jahre Kurse für Musiklehrer, und er stellte ein Schulgesangbuch zusammen, das 1927 erschien.
1929 wurde er von der litauischen Regierung zu einem Studienaufenthalt nach Amerika geschickt und wurde Organist an der St. Peter and Paul Church in Elizabeth/New Jersey. Zum 500. Todestag von Vytautas dem Großen 1930 leitete er in der Carnegie Hall einen Chor mit 500 Sängern. Er wirkte am Aufbau der Alliance of Lithuanian Parish choirs mit, die zwischen 1932 und 1952 jährlich ein Musikfestival organisierte, an dem Žilevičius als Chorleiter mitwirkte. Bei der Weltausstellung 1939 in New York, bei der ein Litauentag veranstaltet wurde, dirigierte er 60 Chöre
mit insgesamt 3000 Mitgliedern.
Bei seiner Reise nach Amerika hatte Žilevičius eine Sammlung von Materialien zur litauischen Musikgeschichte mitgebracht, die er im Lauf der Jahre stets erweiterte und die schließlich mehr als 300.000 Objekte umfasste (Fotografien, Biografien, Konzertprogramme, Rezensionen, Instrumente, Kompositionen usw.). Nachdem der Ausbruch des Zweiten Weltkrieges und die Besetzung Litauens durch die Sowjetunion seine Heimkehr unmöglich gemacht hatten, gründete er 1960 mit diesen Materialien in Chicago die Juozas Žilevičius Library of Lithuanian Musicology.
Außerdem verfasste Žilevičius zahlreiche Berichte, Rezensionen und Kritiken für Zeitschriften in Litauen und den USA. Er komponierte etwa vierhundert Werke, darunter eine Sinfonie (1919/1924), die als erste Sinfonie eines litauischen Komponisten gilt, ferner kammermusikalische Werke, Orgel- und Klavierstücke, eine Kantate, vier Messen und Lieder.

## Anmerkung
1. ↑  Als Geburtsdatum geben die meisten Quellen, u. a. VIAF und VLE, den 16. März 1891 an, manche nennen auch den 28. März 1891.